# Internazionali d'Italia 1950 - Singolare maschile
Il singolare maschile del torneo di tennis Internazionali d'Italia 1950, la prima edizione del dopoguerra, ha avuto come vincitore il cecoslovacco naturalizzato egiziano Jaroslav Drobný che ha battuto in finale lo statunitense Bill Talbert con il punteggio di 6–4, 6–3, 7–9, 6–2.

## Tabellone

### Legenda
| - Q = Qualificato - WC = Wild card - LL = Lucky loser | - ALT = Alternate - SE = Special Exempt - PR = Protected Ranking | - w/o = Walkover - r = Ritirato - d = Squalificato |

### Fase finale
|  | Quarti di finale  | Quarti di finale  | Quarti di finale  | Quarti di finale  | Quarti di finale | Quarti di finale | Quarti di finale |  |  | Semifinali      | Semifinali      | Semifinali      | Semifinali      | Semifinali   | Semifinali | Semifinali |   |   | Finale          | Finale          | Finale          | Finale | Finale | Finale | Finale |  |
|  |                   |                   |                   |                   |                  |                  |                  |  |  |                 |                 |                 |                 |              |            |            |   |   |                 |                 |                 |        |        |        |        |  |
|  | Jaroslav Drobný   | Jaroslav Drobný   | Jaroslav Drobný   | Jaroslav Drobný   | 6                | 6                | 6                |  |  |                 |                 |                 |                 |              |            |            |   |   |                 |                 |                 |        |        |        |        |  |
|  | Torsten Johansson | Torsten Johansson | Torsten Johansson | Torsten Johansson | 4                | 2                | 1                |  |  | Jaroslav Drobný | Jaroslav Drobný | Jaroslav Drobný | Jaroslav Drobný | 12           | 6          | 6          |   |   |                 |                 |                 |        |        |        |        |  |
|  | Budge Patty       | Budge Patty       | Budge Patty       | Budge Patty       | 6                | 6                | 6                |  |  | Budge Patty     | Budge Patty     | Budge Patty     | Budge Patty     | 10           | 4          | 3          |   |   |                 |                 |                 |        |        |        |        |  |
|  | Rolando Del Bello | Rolando Del Bello | Rolando Del Bello | Rolando Del Bello | 4                | 4                | 4                |  |  |                 |                 |                 |                 |              |            |            |   |   | Jaroslav Drobný | Jaroslav Drobný | Jaroslav Drobný | 6      | 6      | 7      | 6      |  |
|  | Bill Sidwell      | Bill Sidwell      | Bill Sidwell      | 2                 | 6                | 6                | 6                |  |  |                 |                 | Bill Talbert    | Bill Talbert    | Bill Talbert | 4          | 3          | 9 | 2 |                 |                 |                 |        |        |        |        |  |
|  | Gianni Cucelli    | Gianni Cucelli    | Gianni Cucelli    | 6                 | 1                | 3                | 4                |  |  | Bill Sidwell    | Bill Sidwell    | Bill Sidwell    | Bill Sidwell    | 6            | 6          | 6          |   |   |                 |                 |                 |        |        |        |        |  |
|  | Bill Talbert      | Bill Talbert      | Bill Talbert      | Bill Talbert      | 11               | 7                | 6                |  |  | Bill Talbert    | Bill Talbert    | Bill Talbert    | Bill Talbert    | 3            | 1          | 0          |   |   |                 |                 |                 |        |        |        |        |  |
|  | Lennart Bergelin  | Lennart Bergelin  | Lennart Bergelin  | Lennart Bergelin  | 9                | 5                | 1                |  |  |                 |                 |                 |                 |              |            |            |   |   |                 |                 |                 |        |        |        |        |  |